# يازو سيتي
يازو سيتي (مسيسيبي) (بالإنجليزية: Yazoo City, Mississippi)‏ هي مدينة تقع في الولايات المتحدة في مسيسيبي. يقدر عدد سكانها بـ 11,517 نسمة ومساحتها 28.3 كم2 وترتفع عن سطح البحر 34 متر.

## التركيبة السكانية
حدّد مكتب تعداد الولايات المتحدة بيانات التركيبة السكانية ليازو سيتي في تعداد الولايات المتحدة. في ما يلي، التركيبة السكانية حسب تعدادي 2000 و2010.

### تعداد عام 2000
بلغ عدد سكان يازو سيتي 14,550 نسمة بحسب تعداد عام 2000، وبلغ عدد الأسر 4,271 أسرة وعدد العائلات 2,969 عائلة مقيمة في المدينة. في حين سجلت الكثافة السكانية 564 نسمة لكل كيلومتر مربع (1,460.8/ميل2). وبلغ عدد الوحدات السكنية 4,676 وحدة بمتوسط كثافة قدره 181.2 لكل كيلومتر مربع (469.3/ميل2).
وتوزع التركيب العرقي للمدينة بنسبة 28.73% من البيض و69.68% من الأمريكيين الأفارقة و0.18% من الأمريكيين الأصليين و0.58% من الأمريكيين ذوي الأصول الآسيوية و0.23% من الأعراق الأخرى و0.60% من عرقين مختلطين أو أكثر و7.47% من الهسبانيون أو اللاتينيون من أي عرق.
بلغ عدد الأسر 4,271 أسرة كانت نسبة 45.1% منها لديها أطفال تحت سن الثامنة عشر تعيش معهم، وبلغت نسبة الأزواج القاطنين مع بعضهم البعض 31.5% من أصل المجموع الكلي للأسر، ونسبة 32.6% من الأسر كان لديها معيلات من الإناث دون وجود شريك،  بينما كانت نسبة 5.5% من الأسر لديها معيلون من الذكور دون وجود شريكة وكانت نسبة 30.5% من غير العائلات. تألفت نسبة 27.4% من أصل جميع الأسر من عدة أفراد يعيشون في نفس المنزل ونسبة 13.4% كانت تتألف من شخص يعيش بمفرده يبلغ من العمر 65 عاماً أو أكثر. وبلغ متوسط حجم الأسرة المعيشية 2.85، أما متوسط حجم العائلات فبلغ 3.49.
بلغ العمر الوسطي للسكان 31.8 عاماً. وكانت نسبة 29% من القاطنين تحت سن الثامنة عشر، وكانت نسبة 8.9% بين الثامنة عشر والرابعة والعشرين عاماً، ونسبة 21.1% كانت واقعةً في الفئة العمرية ما بين الخامسة والعشرين والرابعة والأربعين عاماً، ونسبة 14.3% كانت ما بين الخامسة والأربعين والرابعة والستين، ونسبة 10.4% كانت ضمن فئة الخامسة والستين عاماً فما فوق. يوجد لكل 100 أنثى 82.7 ذكر، ويوجد لكل 100 أنثى في الثامنة عشر من عمرها فما فوق 73.3 ذكر.
بلغ متوسط دخل الأسرة في المدينة 19,893 دولارًا، أما متوسط دخل العائلة فبلغ 22,470 دولارًا. وكان متوسط دخل الذكور 26,109 دولارًا مقابل 18,650 دولارًا للإناث. وسجل دخل الفرد الخاص بالمدينة 9,251 دولارًا. وكانت نسبة 35% من العائلات ونسبة 40.2% من السكان تحت خط الفقر، وكان من هؤلاء نسبة 52.7% تحت سن الثامنة عشر ونسبة 23.5% في الخامسة والستين من العمر وما فوق.

### تعداد عام 2010
بلغ عدد سكان يازو سيتي 11,403 نسمة بحسب تعداد عام 2010، وبلغ عدد الأسر 3,960 أسرة وعدد العائلات 2,672 عائلة مقيمة في المدينة. في حين سجلت الكثافة السكانية 442 نسمة لكل كيلومتر مربع (1,144.8/ميل2). وبلغ عدد الوحدات السكنية 4,442 وحدة بمتوسط كثافة قدره 172.2 لكل كيلومتر مربع (446.0/ميل2).
وتوزع التركيب العرقي للمدينة بنسبة 16.19% من البيض و82.48% من الأمريكيين الأفارقة و0.16% من الأمريكيين الأصليين و0.53% من الأمريكيين ذوي الأصول الآسيوية و0.09% من الأعراق الأخرى و0.56% من عرقين مختلطين أو أكثر و0.69% من الهسبانيون أو اللاتينيون من أي عرق.
بلغ عدد الأسر 3,960 أسرة كانت نسبة 42.4% منها لديها أطفال تحت سن الثامنة عشر تعيش معهم، وبلغت نسبة الأزواج القاطنين مع بعضهم البعض 24.5% من أصل المجموع الكلي للأسر، ونسبة 37% من الأسر كان لديها معيلات من الإناث دون وجود شريك،  بينما كانت نسبة 6% من الأسر لديها معيلون من الذكور دون وجود شريكة وكانت نسبة 32.5% من غير العائلات. تألفت نسبة 29.3% من أصل جميع الأسر من عدة أفراد يعيشون في نفس المنزل ونسبة 11.6% كانت تتألف من شخص يعيش بمفرده يبلغ من العمر 65 عاماً أو أكثر. وبلغ متوسط حجم الأسرة المعيشية 2.76، أما متوسط حجم العائلات فبلغ 3.42.
بلغ العمر الوسطي للسكان 30.7 عاماً. وكانت نسبة 31.5% من القاطنين تحت سن الثامنة عشر، وكانت نسبة 10.6% بين الثامنة عشر والرابعة والعشرين عاماً، ونسبة 23.7% كانت واقعةً في الفئة العمرية ما بين الخامسة والعشرين والرابعة والأربعين عاماً، ونسبة 21.7% كانت ما بين الخامسة والأربعين والرابعة والستين، ونسبة 12.5% كانت ضمن فئة الخامسة والستين عاماً فما فوق. وتوزع التركيب الجنسي للسكان بنسبة 45.8% ذكور و54.2% إناث.

## أعلام
- ستيللا ستيفينس
- هايلي باربر
- لورانس غوردون
- مايك إسبي
- جون شارب وليامز
- جيمس باول كلارك